# Ribes leptanthum
Ribes leptanthum là một loài thực vật có hoa trong họ Grossulariaceae. Loài này được A. Gray miêu tả khoa học đầu tiên năm 1849.